# Équipe cycliste Mróz-Active Jet
Ne doit pas être confondu avec l'équipe cycliste ActiveJet qui devient par la suite Verva ActiveJet.
L'équipe cycliste Mróz Active Jet est une formation polonaise de cyclisme, active entre 1996 et 2011. Jusqu'en 2010, elle dispute principalement des épreuves de l'UCI Europe Tour. De 2005 à 2007, elle appartient aux équipes continentales professionnelles et peut donc profiter d'invitations sur des courses du Pro-Tour, tout en participant principalement aux épreuves des circuits continentaux. De 2009 à 2010, elle fait partie des équipes continentales.

## Histoire de l'équipe

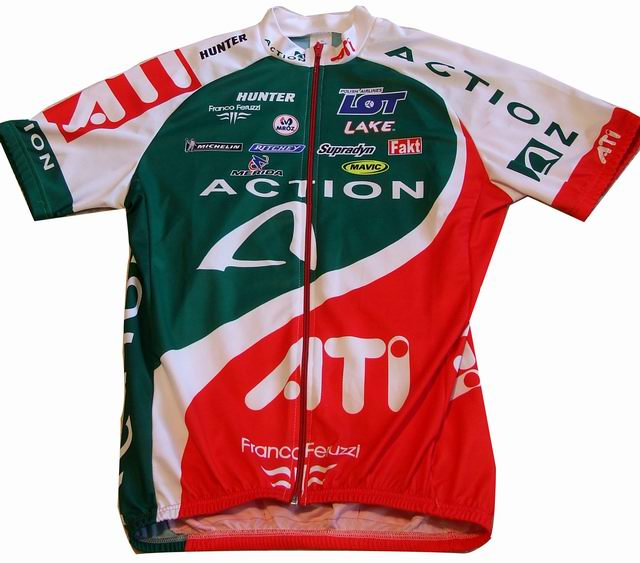
Le maillot de l'équipe en 2004

L'équipe est fondée en 2004. En 2005, lors de la création du système Pro-Tour, elle intègre le groupe des équipes « Continentales Pro ». En juin 2007, elle prend le nom d'Action-Uniqa. L'équipe change de nom à la fin de l'année 2007 et devient Mróz-Action-Uniqa. Mroz est une entreprise d'abattoirs industriels. En 2011, pour sa dernière saison, l'équipe sur route est remplacée par une équipe VTT. 

## Principales victoires

### Classiques
- Puchar Ministra Obrony Narodowej : Kazimierz Stafiej (2004), Adam Wadecki (2004)
- Mémorial Andrzej Trochanowski : Raimondas Rumšas (1996), Adam Wadecki (2001), Bogdan Bondariew (2002), Mateusz Taciak (2009)
- Mémorial Henryk Łasak : Cezary Zamana (1999, 2003), Jacek Mickiewicz (2000), Piotr Chmielewski (2001), Mariusz Witecki (2010)
- Ringerike Grand Prix : Arkadiusz Wojtas (2000)
- Coupe des Carpates : Marek Rutkiewicz (2010)

### Courses par étapes
- Małopolski Wyścig Górski : Andrzej Mierzejewski (1996), Dainis Ozols (1997), Tomasz Brożyna (1999), Zbigniew Piątek (2001), Cezary Zamana (2003, 2005), Marek Rutkiewicz (2006),  Jacek Morajko (2010)
- Tour de Rhénanie-Palatinat : Dainis Ozols (1997)
- Bałtyk-Karkonosze Tour : Andrzej Sypytkowski (1997), Raimondas Rumšas (1999), Oleksandr Klymenko (2002, 2003)
- Course de la Paix : Uwe Ampler (1998), Piotr Wadecki (2000)
- Course de Solidarność et des champions olympiques  : Piotr Wadecki (1997, 2005), Tomasz Brożyna (1998, 1999), Łukasz Bodnar (2007), Jacek Morajko (2010)
- Szlakiem Grodów Piastowskich : Andrzej Sypytkowski (1998), Piotr Wadecki (1999, 2000), Eugen Wacker (2001), Mariusz Witecki (2009), Marek Rutkiewicz (2010)
- Tour de Pologne : Tomasz Brożyna (1999), Cezary Zamana (2003)
- Semaine cycliste lombarde : Raimondas Rumšas (1999)
- Tour du Japon : Andrzej Sypytkowski (1999), Pawel Niedzwiecki (2001), Oleksandr Klymenko (2002)
- Herald Sun Tour : Eugen Wacker (2000)
- Tour d'Égypte : Remigius Lupeikis (2000)
- Tour du Cap : Piotr Chmielewski (2001)
- Tour de Beauce : Tomasz Brożyna (2004)
- Dookoła Mazowsza : Adam Wadecki (2004)
- Tour de Slovaquie : Piotr Chmielewski (2004)
- Tour de Hainan : Robert Radosz (2007)

### Championnats nationaux
- Championnats de Pologne sur route : 1
  - Course en ligne :  2010 (Jacek Morajko)

## Classements UCI
Jusqu'en 1998, les équipes cyclistes sont classées par l'UCI dans une division unique. En 1999 le classement UCI par équipes est divisé entre GSI, GSII et GSIII. L'équipe est classée parmi les Groupes Sportifs II (GSII), la deuxième division des équipes cyclistes professionnelles, à l'exception de 2003 où elle est en GSIII. Les classements donnés ci-dessous sont ceux de la formation en fin de saison.
| Saison | Classement par équipes | Meilleur coureur au classement individuel |
| ------ | ---------------------- | ----------------------------------------- |
| 1996   | 42e                    | Cezary Zamana (259e)                      |
| 1997   | 29e                    | Piotr Wadecki (123e)                      |
| 1998   | 31e                    | Raimondas Rumšas (165e)                   |
| 1999   | 8e (GSII)              | Raimondas Rumšas (56e)                    |
| 2000   | 11e (GSII)             | Piotr Wadecki (42e)                       |
| 2001   | 17e (GSII)             | Zbigniew Piatek (122e)                    |
| 2002   | 12e (GSII)             | Zbigniew Piatek (186e)                    |
| 2003   | 1er (GSIII)            | Cezary Zamana (87e)                       |
| 2004   | 11e (GSII)             | Tomasz Brożyna (142e)                     |

À partir de 2005, l'équipe participe principalement aux épreuves de l'UCI Europe Tour. Le tableau ci-dessous présente les classements de l'équipe sur les différents circuits continentaux, ainsi que son meilleur coureur au classement individuel.
UCI Africa Tour
| Saison | Classement par équipes | Meilleur coureur au classement individuel |
| ------ | ---------------------- | ----------------------------------------- |
| 2005   | 8e                     | Piotr Wadecki (8e)                        |

UCI America Tour
| Saison | Classement par équipes | Meilleur coureur au classement individuel |
| ------ | ---------------------- | ----------------------------------------- |
| 2010   | 40e                    | Piotr Krajewski (365e)                    |

UCI Asia Tour
| Saison | Classement par équipes | Meilleur coureur au classement individuel |
| ------ | ---------------------- | ----------------------------------------- |
| 2005   | 16e                    | Marcin Lewandowski (66e)                  |
| 2006   | 16e                    | Bogdan Bondariew (46e)                    |
| 2007   | 19e                    | Denys Kostyuk (33e)                       |
| 2009   | 28e                    | Blazej Janiaczyk (58e)                    |
| 2010   | 40e                    | Blazej Janiaczyk (131e)                   |

UCI Europe Tour
| Saison | Classement par équipes | Meilleur coureur au classement individuel |
| ------ | ---------------------- | ----------------------------------------- |
| 2005   | 10e                    | Cezary Zamana (16e)                       |
| 2006   | 38e                    | Mariusz Witecki (130e)                    |
| 2007   | 32e                    | Łukasz Bodnar (78e)                       |
| 2009   | 38e                    | Jacek Morajko (124e)                      |
| 2010   | 22e                    | Jacek Morajko (18e)                       |

## Mróz-Active Jet en 2010

### Effectif
| Cycliste         | Date de naissance | Nationalité | Équipe 2009                |
| ---------------- | ----------------- | ----------- | -------------------------- |
| Bartosz Banach   | 01.07.1986        | Pologne     | Néo-pro                    |
| Robert Banach    | 13.09.1978        | Pologne     | Ex-pro (Action-Uniqa 2007) |
| Paweł Cieślik    | 12.04.1986        | Pologne     | Mróz Active Jet            |
| Wojcieck Halejak | 27.06.1983        | Pologne     | DHL-Author                 |
| Błażej Janiaczyk | 27.01.1983        | Pologne     | Mróz Active Jet            |
| Mateusz Komar    | 18.07.1985        | Pologne     | DHL-Author                 |
| Piotr Krajewski  | 22.02.1987        | Pologne     | Legia-Felt                 |
| Krzysztof Krzywy | 05.05.1978        | Pologne     | Kalev Sport (2008)         |
| Jacek Morajko    | 26.04.1981        | Pologne     | Mróz Active Jet            |
| Łukasz Osiecki   | 05.04.1990        | Pologne     | Néo-pro                    |
| Piotr Osinski    | 09.12.1986        | Pologne     | Mróz Active Jet            |
| Marek Rutkiewicz | 08.05.1981        | Pologne     | DHL-Author                 |
| Mateusz Taciak   | 19.06.1984        | Pologne     | Mróz Active Jet            |
| Mariusz Witecki  | 10.05.1981        | Pologne     | Mróz Active Jet            |

### Victoires
| Date       | Course                                                                     | Pays    | Classe | Vainqueur        |
| ---------- | -------------------------------------------------------------------------- | ------- | ------ | ---------------- |
| 07/05/2010 | 1re étape du Szlakiem Grodów Piastowskich                                  | Pologne | 2.2    | Marek Rutkiewicz |
| 09/05/2010 | Classement général du Szlakiem Grodów Piastowskich                         | Pologne | 2.2    | Marek Rutkiewicz |
| 19/06/2010 | Classement général du Tour of Malopolska                                   | Pologne | 2.2    | Jacek Morajko    |
| 27/06/2010 | Championnat de Pologne sur route                                           | Pologne | CN     | Jacek Morajko    |
| 02/07/2010 | 4e étape de la Course de Solidarność et des champions olympiques           | Pologne | 2.1    | Jacek Morajko    |
| 03/07/2010 | 5e étape de la Course de Solidarność et des champions olympiques           | Pologne | 2.1    | Jacek Morajko    |
| 04/07/2010 | Classement général de la Course de Solidarność et des champions olympiques | Pologne | 2.1    | Jacek Morajko    |
| 14/08/2010 | Mémorial Henryka Lasaka                                                    | Pologne | 1.2    | Mariusz Witecki  |
| 15/08/2010 | Coupe des Carpates                                                         | Pologne | 1.2    | Marek Rutkiewicz |